# Euploea horsfieldii
Euploea horsfieldii är en fjärilsart som beskrevs av Felder 1865. Euploea horsfieldii ingår i släktet Euploea och familjen praktfjärilar. Inga underarter finns listade i Catalogue of Life.